# Робяска (комуна)
Робяска (рум. Robeasca) — комуна у повіті Бузеу в Румунії. До складу комуни входять такі села (дані про населення за 2002 рік):
- Мошешть (487 осіб)
- Робяска (821 особа) — адміністративний центр комуни

Комуна розташована на відстані 115 км на північний схід від Бухареста, 25 км на схід від Бузеу, 75 км на південний захід від Галаца, 131 км на південний схід від Брашова.

## Населення
За даними перепису населення 2002 року у комуні проживали 1308 осіб, усі — румуни. Усі жителі комуни рідною мовою назвали румунську.
Склад населення комуни за віросповіданням:
| Релігія       | Кількість осіб | Відсоток |
| ------------- | -------------- | -------- |
| православні   | 1298           | 99,2%    |
| п'ятдесятники | 10             | 0,8%     |